# Ancient Scream Therapy
Az Ancient Scream Therapy a magyar Blind Myself együttes negyedik nagylemeze. Az album 2006-ban jelent meg a Hammer Music alkiadójaként működő Edge Records gondozásában. Az Ancient Scream Therapy a hónap lemeze lett a magyar Metal Hammer magazinban, míg a Hungarian Metal Awards szavazásán az év legjobb albuma és legjobb stúdióprodukciója címeket szerezte meg. A lemezt 2007 márciusában a német Tiefdruck-Musik jelentette meg Európában.
Ez volt a zenekar első nagylemeze, amely nem a HSB Stúdióban, Hidasi Barnabással készült, hanem az érdi Bakery stúdióban. Az album producerei Bodnár Péter és Varga Zoltán voltak. Bodnár a Hollywoodoo basszusgitárosaként vált ismertté, majd 2005-ben csatlakozott a Blind Myselfhez, ahogy Szabó László, a The Idoru dobosa is.
A lemezen több vendég is szerepel. A Téglás Zoltán (Ignite) vendégszereplésével felvett Lost in Time című dalhoz Gróf Balázs készített animációs videóklipet, amely világszerte nagy feltűnést keltett. A Lost in Time mellett a Go Get a Life! dalra forgattak még klipet. Ezen az album hallható a Blind Myself első teljesen magyar szövegű száma, a Sólyomszemmel, amelynek elkészítésében szövegíróként és énekesként is részt vett Pálinkás Tamás (Isten Háta Mögött).

## Az album dalai
1. Wax
2. Lost in Time (feat. Téglás Zoltán)
3. Go Get a Life!
4. Ancient Scream Therapy (feat. Danni Powell)
5. The Agony of My Nice Side
6. Judgement 2021
7. The Buried Alive Exercise (feat. Berger Dalma)
8. Illegal Society
9. Sólyomszemmel (feat. Pálinkás Tamás)
10. When One Day Ends

## Közreműködők
- Tóth Gergely – ének
- Szalkai Tibor – gitár
- Bodnár Péter – basszusgitár
- Szabó László – dobok
- Cséri Zoltán – billentyűsök (a The Buried Alive Excercise és a Judgement 2021 dalokban)